# Engadget
Engadget este un weblog care are ca temă produsele electronice de larg consum. Engadget este deținut de compania media Time Warner. Conform indexului Technorati, la data de 28 aprilie 2008, Engadget se afla pe locul 3 al celor mai populare bloguri de limbă engleză.